# Флаг Александровского муниципального округа (Ставропольский край)
Флаг Александровского муниципального округа Ставропольского края Российской Федерации — опознавательно-правовой знак, составленный и употребляемый в соответствии с вексиллологическими правилами, служащий одним из официальных символов муниципального образования.
Первоначально был утверждён 20 ноября 2009 года как флаг Александровского муниципального района и 23 апреля 2010 года внесён в Государственный геральдический регистр РФ с присвоением регистрационного номера 5919.
11 декабря 2020 года переутверждён как флаг Александровского муниципального округа.

## Описание и обоснование символики
Флаг представляет собой жёлтое полотнище с соотношением сторон 2:3, полностью повторяющее композицию герба Александровского муниципального округа.
Красная крепостная башня в центре полотнища символизирует крепости Азово-Моздокской линии — Александровскую и Северную, находившиеся на территории современного округа. Цвет башни соответствует цвету щита Александра Македонского, а также имени Александр, которое присутствует в названиях округа и его административного центра — села Александровского.
Казачье прошлое Александровского округа символизируют две чёрные скрещённые шашки и белый вздыбленный конь. Кроме того, фигура коня олицетворяет конный завод, который занимается разведением породистых лошадей в округе. Синяя горизонтальная полоса в нижней части полотнища обозначает реку Томузловку, протекающую по территории округа, и цвет терского казачества.

## История
Идея символики Александровского района была предложена в 2009 году заместителем главы районной администрации М. Г. Блюмским, а её графическое воплощение осуществил ставропольский художник-геральдист, члена Союза дизайнеров И. Л. Проститов, разработавший эскизы герба и созданного на его основе флага. В качестве главного элемента в этих проектах использовалась крепость — символ «не только Александровского района, но и всей Азово-Моздокской линии».
20 ноября 2009 года флаг муниципального образования был утверждён Советом Александровского муниципального района.
23 апреля 2010 года Геральдический совет при Президенте Российской Федерации внёс флаг Александровского района в Государственный геральдический регистр под номером 5919, а 24 июня того же года на заседании геральдической комиссии при губернаторе Ставропольского края главе районной администрации И. В. Журавлёву было вручено свидетельство о государственной регистрации флага.
16 марта 2020 года все муниципальные образования Александровского района были объединены в Александровский муниципальный округ.
Решением Совета депутатов Александровского муниципального округа от 11 декабря 2020 года № 103/103 официальными символами округа установлены ранее утверждённые герб и флаг Александровского муниципального района.